# 达芙妮 (阿拉巴马州)
达芙妮（英語：Daphne），是美国阿拉巴马州下属的一座城市。面积约为16.24平方英里（约合42.06平方公里）。根据2010年美国人口普查，该市有人口21,570人，人口密度为1,328.12/平方英里（约合512.84/平方公里）。